# برالياس
برالياس هي إحدى القرى اللبنانية من قرى قضاء زحلة في محافظة البقاع.
برالياس قرية من قرى سهل البقاع، تتوسط محافظة البقاع، يعرفها القاصي والداني ويمر بها العابر، تتوسط المسافة بين بيروت ودمشق، كما تتوسط المسافة ما بين شمالي البقاع وجنوبه فغدت بحكم موقعها المهم وسط السهل وعلى الخط الدولي من أهم المراكز الاقتصادية وأكبر الأسواق التجارية، تمتاز بحسن العلاقات والجوار مع باقي القرى والبلدات والمدن في المحافظة. تصلها عبر طريق الشام بيروت الدولية وعبر طرق داخلية متعددة من كافة الاتجاهات فأي طريق سلكت في وسط البقاع لا بد وأن يقودك إلى برالياس فهي بوابة مفتوحة لكل ضيف وزائر.
تقع برالياس في قضاء زحلة على متوسط ارتفاع 900م عن سطح البحر، وعلى مسافة 51 كلم عن بيروت عبر طريق الشام-شتورة.تمتد على جانبي الخط الدولي بين بيروت ودمشق بواجهة تزيد على 4 كلم ويمتد سهلها الأخضر مسافات مترامية تصل إلى عنجر شرقاً وزحلة غرباً وكفر زبد والدلهمية شمالاً والمرج من جهة الجنوب.
مساحة أراضيها شاسعة تبلغ نحو 35000 دونم (3500 هكتار) منها حوالي 7000 دونم سكني والباقي زراعي.
زراعاتها: شمندر وبصل وبطاطا وتفاح وحبوب. عدد سكانها المسجّلين نحو 35.000 نسمة من أصلهم قرابة 10000 ناخب، سكان برالياس خليط عرقي من عرب و تركمان و سريان و آشور كما هناك اللاجئين الفلسطينيين.
شهدت برالياس بفضل موقعها على الطريق الدولية حركة تجارية نشطة بين لبنان وسوريا مما ساهم في جعلها مركزاً لفروعٍ من المؤسسات التجارية والمالية والصناعية.
الاسم والآثار
ذكر فريحة أن المقطع الأول من الاسم " برّ" قد يكون كلمة آرامية BARRA ومعناها الحقل، وقد تكون BARR ومعناها الحب والحنطة، ولكنه فضّل كلمة BAR السريانية ومعناها «ابن» كما هي في العربية الجنوبية أيضًا. أما الياس فذكر أنها من العبرية بواسطة اليونانية أم اللاتينية: ELĬSHA ومعناها «إلهي خلاصٌ ونجاة»، وفي اليونانية ELISA، وعليه يكون معنى الاسم: ابن الياس، وحقل الياس.
وُجدت في بعض نواحي البلدة آثار حجارة أبنية قديمة وبعض البقايا الخزفية وسواها ما يدلّ على أن البلدة قد عرفت أنشطة لشعوب قديمة سكنتها قبل مجتمعها الحالي، غير أنه لم يظهر فيها ما يفيد عن أنها كانت أكثر من أرض زراعية، من هنا نميل إلى الأخذ بالمعنى الأول الذي ذكره فريحة بالنسبة للشطر الأول من الاسم، أي «حقل»، أما الجزء الثاني: الياس، فهو البعل الفينيقي، إله الخصب، ومن البديهي أن يطلق شعب اسم إله الخصب على أرض زراعية تبرّكاً وتيمّناً، فيكون معنى الاسم حقل إله الخصب الياس.
من أهم الأماكن التي ما تزال شاهداً على تاريخ برالياس: تل برالياس، تل السرحون (وفيه آثار قصر قديم)، تل أبو حجارة، الجبيلة، مسجد برالياس، كنيسة مارالياس.
تتبع برالياس إدارياً لقضاء زحلة ويديرها مجلس بلدي مؤلف من 18 عضوا«يرأسه حاليا» الأستاذ سعد الدين ميتا.